# West Auckland
West Auckland è un villaggio dell'Inghilterra, appartenente alla contea del Durham.